# Aristea biflora
Aristea biflora är en irisväxtart som beskrevs av August Henning Weimarck. Aristea biflora ingår i släktet Aristea och familjen irisväxter. Inga underarter finns listade i Catalogue of Life.